# Gawrele
Gawrele (lit. Gaureliai) – dawny zaścianek na Litwie, w okręgu uciańskim, w rejonie ignalińskim, w gminie Ignalina.

## Historia
W czasach zaborów wieś rządowa w gminie Zabołocie, w powiecie święciańskim, w guberni wileńskiej Imperium Rosyjskiego. W 1866 roku miała 68 mieszkańców w 6 domach. W 1905 roku liczyła 142 mieszkańców, 169 dziesięcin.
W dwudziestoleciu międzywojennym wieś leżała w Polsce, w województwie wileńskim, w powiecie święciańskim, w gminie Kołtyniany.
W 1931 w 22 domach zamieszkiwało 135 osób.
Miejscowość należała do parafii rzymskokatolickiej w Połusze. Podlegała pod Sąd Grodzki w Święcianach i Okręgowy w Wilnie; właściwy urząd pocztowy mieścił się w Cejkiniach.
Od 1945 roku w Litewskiej Socjalistycznej Republice Radzieckiej.
Od 1990 na niepodległej Litwie.